# Giovanni Bonello
Giovanni Bonello (născut la 11 iunie 1936 în Floriana, Malta) a fost judecător la Curtea Europeană a Drepturilor Omului.
Mandatul lui Bonello la Curtea Europeană a Drepturilor Omului de la Strasbourg a început la 1 noiembrie 1998 și s-a încheiat la 31 octombrie 2004. Cu toate acestea, deoarece lista propuneri a guvernului maltez a fost respinsă în mod repetat de către Adunarea Parlamentară a Consiliului Europei, mandatul lui Bonello s-a încheiat, în conformitate cu articolul 23 alin. 1 3 din Constituția CEDO, pe 19 septembrie 2010.

## Premii
2003: Medalia de Aur a Societății Malteze pentru Artă, Manufactură și Comerț